# New Plymouth (Bucht)
New Plymouth (in Argentinien Puerto Echeverría, in Chile Bahía Nueva Plymouth) ist eine Bucht mit ausgedehnter Küstenlinie an der Westküste der Livingston-Insel im Archipel der Südlichen Shetlandinseln. Sie liegt südlich des Start Point und wird nach Westen durch Rugged Island begrenzt.
Der Name der Bucht war bei Robbenjägern bereits mindestens seit 1822 bekannt und leitet sich von der britischen Stadt Plymouth ab. Wissenschaftler einer argentinischen Antarktisexpedition (1956–1957) benannten sie dagegen nach dem Dichter und Philosophen Esteban Echeverría (1805–1851).